# Brasileiro de Seleções Sub-17 de Futsal
Il Campeonato Brasileiro de Seleções Sub-17 de Futsal, detto anche semplicemente Brasileiro de Seleções Sub-17 è un campionato brasiliano per selezioni statali giovanili.
Istituito nel 2005 come categoria intermedia tra il Sub-15 ed il Sub-20, ha come cadenza il biennio, fino ad ora è stato disputato in due occasioni.

## Edizioni
| Anno | Ospite      | Campione       | Vicecampione   | Terzo posto | Quarto posto        |
| ---- | ----------- | -------------- | -------------- | ----------- | ------------------- |
| 2005 | Três Lagoas | Santa Catarina | São Paulo      | Paraná      | Pernambuco          |
| 2007 | Recife      | Pernambuco     | Santa Catarina | Pará        | Rio Grande do Norte |

## Riepilogo vittorie
| Vittorie   | Stato          | Anno/i |
| ---------- | -------------- | ------ |
| 1 edizione | Santa Catarina | 2005   |
| 1 edizione | Pernambuco     | 2007   |